# Liste der Monuments historiques in Illtal
Die Liste der Monuments historiques in Illtal führt die Monuments historiques in der französischen Gemeinde Illtal auf.

## Liste der Objekte
| Bezeichnung                | Beschreibung | Standort                                    | Kennzeichnung | Schutzstatus | Datum | Bild |
| -------------------------- | --- | ------------------------------------------- | ------------- | ------------ | ----- | ---- |
| Orgel                      | Ensemble aus PM68002082 und PM68002083 | Grentzingen, in der Kirche St-Martin (Lage) | PM68002081    | Classé       | 2015  |      |
| Orgelprospekt              | 1770 von Blasius Bernauer für das Kloster Luppach bei Bouxwiller gebaut, 1792 nach Grentzingen verkauft                                                    | Grentzingen, in der Kirche St-Martin (Lage) | PM68002083    | Classé       | 2015  |      |
| Instrumentalteil der Orgel | 1770 von Blasius Bernauer für das Kloster Luppach bei Bouxwiller gebaut, 1792 nach Grentzingen verkauft; 1931 von Georges Schwenkedel vollständig umgebaut | Grentzingen, in der Kirche St-Martin (Lage) | PM68002082    | Classé       | 2015  |      |